# Mehdi Zeffane
Mehdi Zeffane (Sainte-Foy-lès-Lyon, Francia, 19 de mayo de 1992) es un futbolista argelino que juega como defensa y se encuentra sin equipo tras abandonar el Clermont Foot 63. También es internacional con la selección de Argelia.

## Carrera
Zeffane hizo su debut con el equipo B del Olympique Lyonnais el 21 de agosto de 2010 contra el RCO Agde en el Stade Louis Sanguin, en el que jugó los 90 minutos completos cuando el equipo B del Lyon perdió el partido 1-0.  Zeffane luego anotó su primer gol para el equipo Lyon B la siguiente temporada el 13 de agosto de 2011 contra el FC Villefranche en el Stade Armand Chouffet  en el minuto 54 en lo que resultó ser el último gol del Lyon B en una goleada por 6-0 sobre Villefranche.

## Selección nacional
Nacido en Francia a padres argelinos, Zeffane fue elegido para representar a Francia o Argelia. En agosto de 2014 fue incluido en un equipo provisional de 31 hombres por el nuevo entrenador de Argelia, Christian Gourcuff, para un par de partidos de clasificación para la Copa Africana de Naciones 2015 contra Etiopía y Malí. Diez días más tarde, su nombre estuvo incluido en el equipo final para los partidos.

## Clubes
| Club                           | País    | Año       |
| ------------------------------ | ------- | --------- |
| Olympique Lyonnais II          | Francia | 2011-2012 |
| Olympique de Lyon              | Francia | 2012-2015 |
| Stade Rennais F. C.            | Francia | 2015-2019 |
| P. F. C. Krylia Sovetov Samara | Rusia   | 2020-2021 |
| Yeni Malatyaspor               | Turquía | 2022      |
| Clermont Foot 63               | Francia | 2022-2024 |

## Palmarés

### Títulos nacionales
| Título          | Club                | País    | Año  |
| --------------- | ------------------- | ------- | ---- |
| Copa de Francia | Stade Rennais F. C. | Francia | 2019 |

### Títulos internacionales
| Título                    | Club (*)             | País   | Año  |
| ------------------------- | -------------------- | ------ | ---- |
| Copa Africana de Naciones | Selección de Argelia | Egipto | 2019 |

(*) Incluyendo la selección.